# Exochus oshimensis
Exochus oshimensis är en stekelart som beskrevs av Tohru Uchida 1930. Exochus oshimensis ingår i släktet Exochus och familjen brokparasitsteklar. Inga underarter finns listade i Catalogue of Life.